# Alfoz de Santa Gadea
Alfoz de Santa Gadea é um município da Espanha na província de Burgos, comunidade autónoma de Castela e Leão, de área 34,34 km² com população de 132 habitantes (2004) e densidade populacional de 3,84 hab/km².

## Demografia
| Variação demográfica do município entre 1991 e 2004 | Variação demográfica do município entre 1991 e 2004 | Variação demográfica do município entre 1991 e 2004 | Variação demográfica do município entre 1991 e 2004 |
| --------------------------------------------------- | --------------------------------------------------- | --------------------------------------------------- | --------------------------------------------------- |
| 1991                                                | 1996                                                | 2001                                                | 2004                                                |
| 169                                                 | 156                                                 | 142                                                 | 132                                                 |